# Алексеев, Виссарион Григорьевич
Виссарион Григорьевич Алексеев (1866, Новочеркасск, Российская империя — 1943, Польша) — русский математик, педагог, член Московского математического общества.

## Биография
Родился 18 июня 1866 года.
В 1875 году поступил в приготовительный класс Новочеркасской гимназии, которую окончил в 1884 году, затем учился на математическом отделении физико-математического факультета Московского университета, по окончании которого в 1888 году был оставлен при университете для приготовления к профессорскому званию.
С 1891 года приват-доцент Московского университета. В 1893 году получил степень магистра чистой математики за диссертацию: «Теория числовых характеристик систем кривых линий».
В 1893—1895 годах находился в заграничной командировке; по возвращении был назначен экстраординарным профессором по кафедре чистой математики в Юрьевский университет.
В 1899 году за диссертацию: «Теория рациональных инвариантов бинарных форм в направлении Сафуса Ли, Кэли и Аронгольда» доктор чистой математики Московского университета; затем находился в заграничной командировке (1899—1900).
В 1901 году ординарный профессор чистой математики Юрьевского университета. В 1908—1909 годах проректор, в 1909—1914 годах — ректор Юрьевского университета; с 1 января 1910 года — действительный статский советник.
С 23 сентября 1914 года по 15 июня 1915 года был попечителем Виленского учебного округа.
В 1917—1918 годах ректор, а в 1921—1940 годах — приват-доцент Тартуского университета.
Умер в 1943 году в оккупированной Польше.

## Анекдоты
Алексеев долгое время читал в университете курс аналитической геометрии. Через некоторое время он издал свой курс лекций, потом стал читать его строго по этому изданию, потом стал приходить с книгой на лекции и читать из неё соответствующие страницы и выписывать нужные формулы. Потом и это ему надоело и он стал поручать и чтение книги, и выписывание формул кому-нибудь из студентов, а сам сидел на стуле и изредка комментировал происходящее или дремал.

## Избранная библиография
- «Uebereinstimmung d. Formeln d. Chemie und der Invariantentheorie (mit P. Gordan)» в «Sitzungsb. der physik.-med. Gesel. zu Erlangen»;
- «Ueber die Bedeutung der symbolischen Invariantentheorie für die Chemie» («Zeitschrift für phys. Chemie», 1901, т. XXXVI);
- «Ueber das Endlichkeitsproblem in der Chemie» (ib., 1901, т. XXXVIII);
- «О совпадении методов формальной химии и символической теории инвариантов» («Журнал Русского физико-химического общества», 1901);
- «Die Mathematik als Grundlage der Kritik wissenschaftlich-philosophischer Weltanschauung» («Ученые Записки Юрьевского Университета», 1903);
- «Ueber die Entwicklung des Begriffes der höheren anthmologischen Gesetzmässigkeit in Natur- und Geisteswissenschaften» («Vierteljahr, fur Wissensch. Philos, und Sociol.», Лпц., 1904).

## Награды
- орден Св. Анны 2-й ст. (1907)
- орден Св. Владимира 3-й ст. (1912)
- орден Св. Станислава 1-й ст. (1914)